# 森中葵
森中 葵（もりなか あおい、1987年1月10日 - ）は、日本の女性声優。東京都出身。血液型 A型。身長 151.5cm。
サイズ B:88cm W:60cm H:90 N:23cm。ころぼっくすぷろじぇくと代表を務める。かつてはアイアムエージェンシーに所属していたが、その後に退所して2014年9月から2017年4月まではフリーで活動していた。

## 来歴
2009年に『みなみけ おかえり』でデビューを果たす。当時はフリー。
その後アイアムエージェンシーの所属となるが、2013年に体調不良により退所。
数か月活動を休止し、2014年9月よりフリーにて活動を再開。

## 人物
弟がいる。
あだ名は以前の芸名にちなんで一部からは「とんとん」と呼ばれている。
柴犬が好きで、愛犬の柴犬「ちょうじい（本名：長太郎→2021年8月19日に虹の橋を渡っている）とMIX犬の「たんご」が居る。また、ふなっしーがとお文具さんが好き

## 出演

### テレビアニメ
- みなみけ おかえり（2009年、女生徒）
- 未来日記（2011年 - 2012年、生徒、オバサン、来須直子、田宮、板野 他）
- 未来日記リダイアル（2013年、教師）
- ウマ娘 プリティーダービー Season 3（2023年、リポーター、パン屋のお姉さん、ゴルシファン、記者B、キャスター）

### ゲーム
- でんぢゃらすじーさんと1000人のお友だち邪（2012年、とり肉）
- 戦の海賊（2015年）
- アドヴェントガール（2016年、法正）
- FATAL TWELVE（2018年、瓶淵桂子[4]）
- ミシックヒーローズ（2023年、エポナ）

### ボイスコミック
- お気の毒さま、今日から君は俺の妻
- 隣のケモノが偏愛したがる
- ラブ♡バトル
- 一ノ瀬くんは負けたくない
- バズりたい私たち
- 暁の神威（エルビス、モモビス、コータ母）

### ドラマCD
- クウソウロードスター（コードネームS）
- 刻の姫君-裏切りの旋律-（ミンク）
- 紅櫻戦鬼（赤祇緋色）
- 紅櫻戦鬼-狂い咲き恋歌-（赤祇緋色・紅崎翡翠）
- Love of vampire（アルメリア＝ヴェルモート）
- 女海賊アレスティア-始まりの宴-（ルチル＝ヴィエラ）
- 女海賊アレスティア-終焉の調べ-（ルチル＝ヴィエラ）
- 女海賊アレスティア-哀愁の最果てに-（ルチル＝ヴィエラ）
- 天つ風（弥栄白菊）
- 天つ風-悠久の詠-（弥栄白菊）

### ラジオドラマ（オーディオドラマ）
- アフロディロン2199（アリッサ・フォートラン）※ヒロイン
- 南の星のアンドローグ（ハンナ・スティン）

### ラジオ番組
- 堀川りょうの声優への道　改（2012年5月）※アシスタントMC担当
- すまいるシンジケート（すまいるFM）※ゲスト
- 遊話（渡瀬悠宇ファンラジオ）※ゲスト
- 声優クラスター　第63回・64回　※ゲスト

### ナレーション・アナウンス
- TSUTAYA街頭アナウンス（一部店舗）
- TVer『ハケンの品格』編
- TVer『校閲ガール』編
- 獨協大学Web CMナレーション

### 舞台
- 「真夏の夜の夢」 -　ハーミア 役　※主演
- 「遠近法」 -　少年（僕） 役　※主役
- 「博多湾岸台風小僧」 -　篠篠 役
- 「オイル」 -　神宮寺醍子 役

### 映画
- 実写映画 テニスの王子様（2006年5月13日、監督・脚本：アベユーイチ、松竹） -　跡部親衛隊・部員・観客 役

### PV（プロモーションビデオ）
- トーキングブンブン「バイバイと手を振る私には涙の跡」（1stシングル、2012年7月25日）※PV出演コーラス

### その他
- 声優松風雅也プロデュース秋葉原声優Cafe`（2011年9月 - 2012年10月）
- GIGAエンタメロディ着信ボイス
- レコチョク着信ボイス